# Académie de Martinique
 (mars 2018).

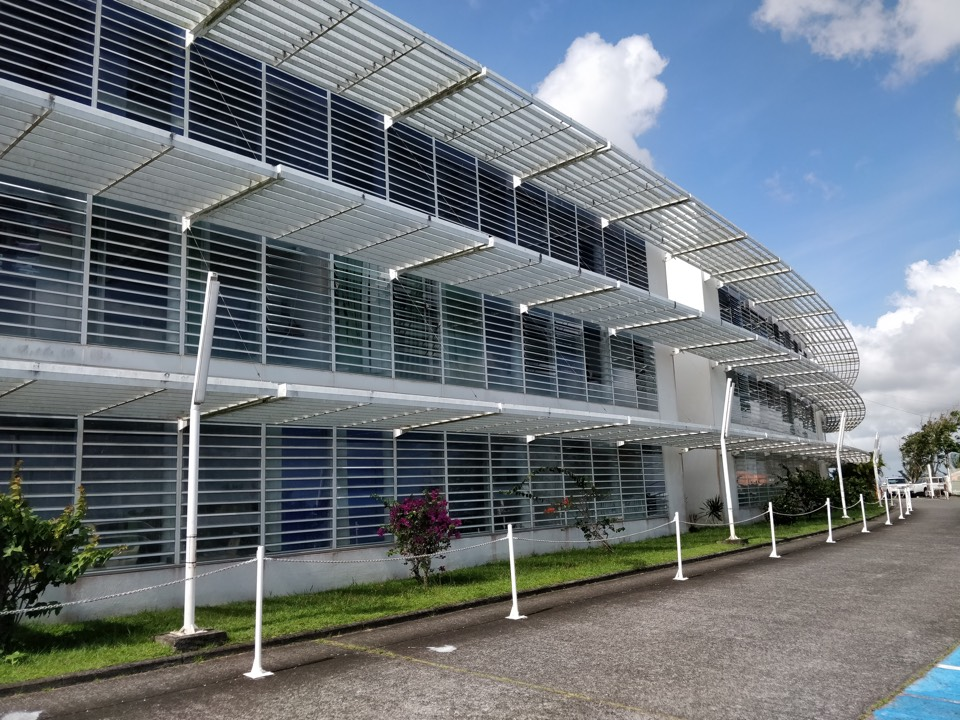

L’académie de Martinique est une région académique monodépartementale, circonscription éducative gérée par un recteur. Elle recouvre la collectivité territoriale de Martinique issue depuis décembre 2015 de la fusion de la collectivité régionale et du département.
Le rectorat est situé à Schœlcher avec un deuxième site à Fort-de-France.
Elle a été créée à compter du 1er janvier 1997, par l'éclatement de l'académie des Antilles et de la Guyane. Depuis le 1er janvier 2016, elle est région académique.
L'académie compte 76 000 élèves répartis dans 340 établissements scolaires publics et privés.
Elle emploie 8 600 personnes dont 6 400 enseignants.

## Historique
L'académie de la Martinique, en tant qu'entité administrative propre, remonte au Vice-rectorat de la Martinique, créé par le décret 27 juin 1947 qui institue dans le même temps les vice-rectorats de la Guadeloupe, de la Guyane et de La Réunion. Les trois vice-rectorats des Antilles et de la Guyane sont alors placés sous l'autorité de l'académie de Bordeaux.
En 1973, les Antilles et la Guyane sont regroupées au sein d'une même académie.
Le 1er janvier 1997, l’académie des Antilles et de la Guyane éclate en trois académies distinctes sur les limites territoriales des régions de Martinique, Guadeloupe et Guyane.

## Organisation
L'académie est dirigée par un recteur de région académique, nommé par décret en conseil des ministres par le Président de la République sur le rapport du Premier ministre et du ministre de l'Éducation nationale. Il est responsable de l’ensemble du service public de l'éducation dans l’académie et rend compte du fonctionnement de ce dernier à son ministre de tutelle.
Le recteur a pour mission de veiller à l'application de toutes les dispositions législatives et réglementaires se rapportant à l'Éducation nationale sur le territoire dont il a la charge. Il définit la stratégie académique d'application de la politique éducative nationale. Il développe des relations avec les autres services de l'État, les milieux politiques, économiques, socio-professionnels et notamment avec les collectivités territoriales.
Il assure la gestion du personnel et des établissements.

### Premier degré
Pour l’année scolaire 2017-2018, l’académie de Martinique compte 37 220 élèves dans le premier degré, 33 396 dans le secteur public et 3824 dans le secteur privé. Le réseau scolaire du premier degré est constitué 254 écoles (dont 25 privées).
L’académie est structurée en 11 circonscriptions : Fort de France 1, Fort de France 4 et Schoelcher, François, Lamentin, Marin, Marigot, Morne-Rouge, Rivière Salée, Saint-Joseph, Schoelcher, Trinité.

### Second degré
Pour l’année scolaire 2017-2018, l’académie de Martinique compte 38 913 élèves dans le second degré dont 19 853 collégiens et 10 060 lycéens. 
Le territoire de l’académie est divisé en 3 bassins de formation : Nord Atlantique, Nord Caraïbe et Centre-Sud .
Les élèves de l’académie sont scolarisés dans 86 collèges et lycées 54 collèges dont 43 établissements publics et 11 établissements privés. Les lycées sont au nombre de 32 dont 23 établissements publics et 9 établissements privés.

### Enseignement supérieur
L'Université des Antilles est la seule université présente sur le territoire de l'académie.

## Liste des recteurs et des rectrices de l'académie de Martinique
- Michèle Rudler (janvier 1996 à septembre 1997)
- Pierre Le Mire (septembre 1997 à juillet 2000)
- Marcel Morabito (juillet 2000 à décembre 2003)
- Joëlle Le Morzellec (décembre 2003 à juillet 2006)
- Marie Reynier (juillet 2006 à juillet 2009)
- André Siganos (juillet 2009 à juillet 2013)
- Catherine Bertho-Lavenir (juillet 2013 à mars 2016)
- Béatrice Cormier (mars 2016 à février 2018)
- Pascal Jan (février 2018 à mars 2022)
- Nathalie Mons (depuis mars 2022)